# Raimundo Bráulio Pires Lima
Raimundo Bráulio Pires Lima (1844 — 1901) foi um político brasileiro.
Foi presidente da província de Sergipe, de 11 de novembro de 1878 a 10 de maio de 1879.